# サンキュー・ガール
「サンキュー・ガール」（Thank You Girl）は、ビートルズの楽曲である。1963年4月にシングル盤『フロム・ミー・トゥ・ユー』のB面曲として発売された。レノン＝マッカートニーの作品で、ジョン・レノンとポール・マッカートニーの2人で書いた楽曲。イギリスでは1978年に発売された『レアリティーズ』に収録されるまで、アルバム未収録の状態が続いていたが、アメリカではキャピトル編集盤『ザ・ビートルズ・セカンド・アルバム』に収録された。また、アメリカではシングル盤『ドゥ・ユー・ウォント・トゥ・ノウ・ア・シークレット』のB面曲としても発売され、Billboard Hot 100で最高位35位を獲得した。

## 背景
原題は「Thank You, Little Girl」で、レノンとマッカートニーが女性ファンに感謝の気持ちを込めて書いた楽曲となっている。本作について、マッカートニーは「僕らは"Thank You Girl"っていう題の曲を書けば、僕らにファンレターをくれる女の子たちに本当のありがとうを届けられると分かっていたんだ。だから僕らの多くの曲はファンに直接届いた」と語っている。音楽評論家のイアン・マクドナルドは、本作の歌詞について「各ヴァースの最初のフレーズを書いたのはレノン。マッカートニーが言葉遊びや韻を踏むことに長けているため、それを利用して完成させたのではないか」と推測している。
レノンは本作をシングル曲とすることを想定して書いており、1980年の『プレイボーイ』誌のインタビューで「シングルを書こうとして上手く行かなかったうちの1つだ。だからB面やアルバムの曲の1つにもなった」と語っている。また、1972年4月の『ヒット・パレーダー』誌のインタビューでは「（この曲を書いたのは）ポールと僕だ。これは適当にやっつけたばかげた曲だ」と語っている。
本作と「フロム・ミー・トゥ・ユー」は、アルバム『プリーズ・プリーズ・ミー』に収録された8曲と同じく、「マッカートニー＝レノン」と表記された。次作『シー・ラヴズ・ユー』からは「レノン＝マッカートニー」という表記に統一された。

## レコーディング
「サンキュー・ガール」は、1963年3月5日にEMIレコーディング・スタジオで13テイクで録音された。なお、このレコーディング・セッションでは、本作とA面曲の「フロム・ミー・トゥ・ユー」のほかに、「ワン・アフター・909」や「消えた恋」の初期バージョンもレコーディングされている。3月13日にイントロとミドルエイトにレノンのハーモニカのパートがオーバー・ダビングされて、本作は完成となった。同日のうちに3月13日にモノラル・ミックス（使用テイク不明）とステレオ・ミックス（テイク30を使用）が作成された。
1963年6月19日にプレイハウス・シアターでBBCラジオの番組『Easy Beat』用に演奏が録音され、6月23日に放送された。『ザ・ビートルズ・ライヴ!! アット・ザ・BBC』にも収録されている。

## リリース
「サンキュー・ガール」は、イギリスで1963年4月11日にパーロフォンよりシングル盤『フロム・ミー・トゥ・ユー』のB面曲として発売された。アメリカでは、1963年5月27日にヴィージェイ・レコードよりシングル盤『フロム・ミー・トゥ・ユー』のB面曲として発売された後、1964年5月23日に発売されたシングル盤『ドゥ・ユー・ウォント・トゥ・ノウ・ア・シークレット』のB面曲として再発売された。B面曲ながら、アメリカのBillboard Hot 100では最高位35位を獲得した。
イギリスでは1978年に発売された『レアリティーズ』に収録されるまで、アルバム未収録となっていたが、アメリカでは1964年に発売されたキャピトル編集盤『ザ・ビートルズ・セカンド・アルバム』に収録された。なお、『ザ・ビートルズ・セカンド・アルバム』に収録されたステレオ・ミックスは、エコーが加えられたほか、低音域が強調されたミックスになっている。このミックスはイギリスでは未発表のままとなっている。

## クレジット
※出典
- ジョン・レノン - ダブルトラックのボーカル、リズムギター、ハーモニカ
- ポール・マッカートニー - ハーモニー・ボーカル、ベース
- ジョージ・ハリスン - リードギター
- リンゴ・スター - ドラム

## カバー・バージョン
- スミザリーンズ（英語版） - 2008年に発売されたカバー・アルバム『B-Sides the Beatles』に収録[14]。